# 景忠山碧霞元君庙
景忠山碧霞元君庙，位于中国河北省唐山市景忠山，为唐山市迁西县的一个省级文物保护单位，类型为古建筑，公布时间为1982年7月23日。
景忠山碧霞元君庙的历史年代为清代。